# BOINC 크레딧 시스템

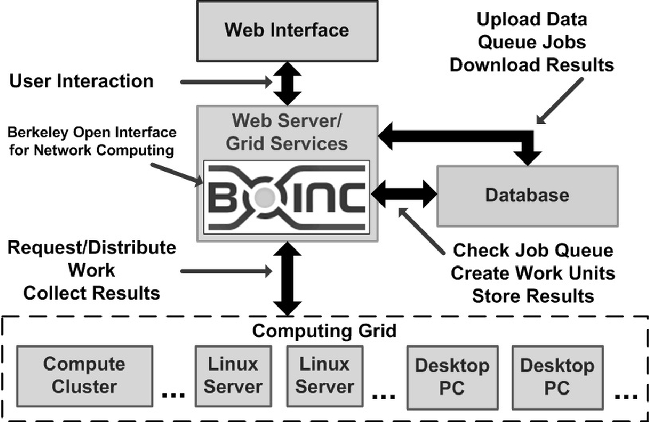

BOINC는 자원 봉사 컴퓨팅을 기반으로 하는 BOINC 크레딧 시스템(BOINC Credit System)은 자원봉사자들이 얼마나 많은 CPU 사용율로 얼마나 많은 프로젝트에 참여하는지 추적하는 데 도움이 된다. 신용 시스템은 프로젝트에서 크레딧을 부여할 때 결과를 확인하여 '부정 행위'를 제거하기 위해 설계되었다. 이에 의해 사용자가 보낸 결과는 과학 프로젝트와 통계 계산을 위한 '더 정확한 결과'로 추려지는 데 도움이 된다.